# Linda Thomas-Greenfield
Linda Thomas-Greenfield (Baker, 22 novembre 1952) è una politica, funzionaria e diplomatica statunitense.

## Biografia
È stata ambasciatore degli Stati Uniti in Liberia dal 27 agosto 2008 al 29 febbraio 2012, assistente segretario di Stato per gli affari africani del Dipartimento di Stato dal 2013 al 2017 e direttore generale del servizio estero degli Stati Uniti dal 2 aprile 2012 al 2 agosto 2013. Era anche membro dell'Albright Stonebridge Group, una società di consulenza gestita dall'ex Segretario di Stato Madeleine Albright che promuove gli interessi dell'industria militare. Il 23 novembre 2020 il presidente eletto Joe Biden l'ha nominata ambasciatrice degli Stati Uniti presso le Nazioni Unite.